# Fabio Colagrande
Fabio Colagrande (Roma, 30 de septiembre de 1965) es un periodista, locutor de radio y bloguero italiano. También fue actor de teatro.

## Biografía

### Radio y periodismo
En 1994 comenzó a trabajar en Radio Vaticano, donde es subdirector del canal italiano de Radio Vaticano y presentador de programas en vivo. Desde 2019 presenta el programa semanal “Hebdomada Papae” (La semana del papa), que tiene la particulridad de emitirse en latín. Es una de las iniciativas llevadas a cabo por la Santa Sede para revitalizar el uso de la lengua oficial de la Iglesia Católica.
Experto vaticanista, ha seguido los cónclaves de 2005 y de 2013, cinco sínodos, numerosos viajes papales y eventos eclesiales en Italia y en el extranjero como enviado especial. En marzo de 2006, con motivo del 80 aniversario de Radio Vaticano, realizó una transmisión radial en vivo, a la que asistió el Papa Benedicto XVI.
Posteriormente trabajó en Rai Radio 2 (1997-2000), como autor y locutor, colaborando en diversos programas culturales y de entretenimiento bajo la dirección de Sergio Valzania.
En 2010 fue uno de los fundadores de VinoNuovo.it, un blog colectivo de periodistas católicos creado para "superar la afasia de la opinión pública en la Iglesia", que sigue albergando sus artículos. En la Cuaresma de 2015 colaboró en el proyecto web Chicercate.net, creado para "experimentar una renovación del lenguaje de los medios de inspiración católica", para el que realizó seis videomonólogos sobre la Pasión.
En 2018 creó con otros amigos la Red en el camino del silencio para relanzar la oración en silencio, y comenzó a editar la columna humorística en su blog "Fantaecclesia: crónicas de hechos eclesiales que nunca sucedieron, o casi".
Publica artículos y entrevistas en los diarios L'Osservatore Romano y Avvenire; y en la revista Culture e Fede del Consejo Pontificio para la Cultura.

### Teatro
Licenciado en Historia del Teatro y Espectáculos con una tesis de investigación sobre Emanuele Tesauro. Fue docente en el Departamento de Música y Espectáculos de la Universidad de Roma La Sapienza (1993-1996), en la cátedra dirigida por Silvia Carandini.
Autor, director y actor teatral, formó parte del dúo de cabaret "I Viceversa" (1993-2001), que actuó en el Zelig de Milán (1996).
Está casado y tiene dos hijos. El mayor es cantautor, y el más joven es romanista.

### Publicaciones
- Colaboró en el volumen Vino Nuovo. Voces del blog dirigido a los católicos italianos, editado por Giorgio Bernardelli y publicado por la editorial Il Pozzo di Giacobbe (2013)
- Voz: "Clericalismo", del vocabulario di Papa Francesco (volumen II), publicado por Elledici y editado por Antonio Carriero (2016)
- Voz: "Legalismo", del vocabulario di Papa Francesco 2 (volumen II), publicado por Elledici (2016)
- El artículo "El camino de la ironía para una comunicación plenamente humana", publicado en el volumen "#Conectados. Los medios somos nosotros", editado por Giovanni Tridente y Bruno Mastroianni, editado por Edusc (2017)
- Su colaboración "Migraciones: cómo evoluciona el pensamiento de Francesco", en el volumen El nuevo mundo de Francesco, editado por Antonio Spadaro (2018)
- El ensayo titulado "Humanae vitae e identidad de género: de la paternidad responsable a una identidad masculina renovada" en el volumen La familia a cincuenta años de «Humanae vitae». Actualidad y reflexión ética, ediciones Studium (2019)
- Acuérdate de higienizar las vacaciones (2022), novela de humor publicada por Àncora Editrice. Fantacrónicas de renovación pastoral pospandemia.

## Premios
- Premio de Periodismo del Parlamento Europeo, sección de radio en italiano (2011) recibió en Bruselas junto a su colega Fausta Speranza, por el programa No solo mimosas, emitido con motivo del Día Internacional de la Mujer.
- Varios premios (2002-2006) concedidos a su compañía amateur los AdLPs por la revista teatral Tuttinscena, dirigida por Claudio Boccaccini en el Teatro Cometa de Roma.